# Cyornis
Cyornis is een geslacht van zangvogels uit de familie vliegenvangers (Muscicapidae). Een groot aantal, meer dan twee derde van de soorten, bestaat uit soorten waarvan de mannetjes blauw van boven zijn met een oranje borst, soms oranje tot op de buik. Deze soorten zijn oorspronkelijk als aparte soorten beschreven maar later beschouwd als ondersoorten. DNA-onderzoek naar de taxonomie van de vogels zoals dat na de laatste eeuwwisseling veel wordt uitgevoerd leidt er vaak toe deze ondersoorten weer als aparte soort te beschouwden.

## Soorten
Het geslacht kent de volgende soorten:
- Cyornis banyumas  – Javaanse bergniltava
- Cyornis brunneatus  – Witbefjunglevliegenvanger
- Cyornis caerulatus  – Breedsnavelniltava
- Cyornis camarinensis – Zuid-Luzonniltava
- Cyornis colonus  – Sulajunglevliegenvanger
- Cyornis glaucicomans  – Chinese blauwkeelniltava
- Cyornis hainanus  – Hainanniltava
- Cyornis herioti  – Noord-Luzonniltava
- Cyornis kadayangensis  – Meratusniltava
- Cyornis kalaoensis  – Kalaoniltava
- Cyornis lemprieri  – Balabakniltava
- Cyornis magnirostris  – Langsnavelniltava
- Cyornis montanus  – Dayakbergniltava
- Cyornis nicobaricus  – Nicobarenjunglevliegenvanger
- Cyornis ocularis  – Sulujunglevliegenvanger
- Cyornis olivaceus  – Olijfrugjunglevliegenvanger
- Cyornis omissus  – Sulawesiniltava
  - C. o. djampeanus  – Djampeaniltava
- Cyornis pallidipes  – Keralaniltava
- Cyornis pelingensis  – Banggai-junglevliegenvanger
- Cyornis poliogenys  – Brooks' niltava
- Cyornis rubeculoides  – Blauwkeelniltava
- Cyornis ruckii  – Rücks niltava
- Cyornis ruficauda  – Filipijnse junglevliegenvanger
- Cyornis ruficrissa  – Crockerjunglevliegenvanger
- Cyornis rufigastra  – Mangroveniltava
- Cyornis sumatrensis  – Indochinese niltava
- Cyornis superbus  – Borneoniltava
- Cyornis tickelliae  – Tickells niltava
- Cyornis turcosus  – Maleise niltava
- Cyornis umbratilis  – Witkeeljunglevliegenvanger
- Cyornis unicolor  – Azuurniltava
- Cyornis whitei  – Bergniltava